# Галас, Томаш
Томаш Галас (словац. Tomáš Halász; род. 25 мая 1990, Кошице) — словацкий хоккеист, вратарь. Выступает в Словацкой Экстралиге за венгерский клуб «МАК Уйбуда» (Будапешт).

## Карьера
Воспитанник хоккейной школы ХК «Кошице». Выступал за этот клуб, также за ХК «Оранж 20», ХК «Бардеёв», чешские клубы ХК «Оломоуц», ХК «Пардубице», «Естржаби» (Простеёв), «Дукла» (Йиглава), ХК «Литвинов», ХК «Мост», БК «Млада Болеслав», ХК «Бенатки-над-Йизероу», «Орли Зноймо». С сезона 2019/2020 играет в Словацкой Экстралиге за венгерский клуб «МАК Уйбуда» (Будапешт).
В Словацкой Экстралиге сыграл 75 матчей, в Чешской Экстралиге — 11, в открытом чемпионате Австрии — 35, в словацкой первой лиге — 12, в чешской первой лиге — 74. В составе молодежной сборной Словакии был участником чемпионата мира 2010 (4 матча).

## Достижения
- Чемпион Словакии 2010, 2011
- Серебряный призёр чемпионата Словакии 2012
- Бронзовый призёр чемпионата Словакии 2016